# Шагбузький район
Шагбузький район (азерб. Şahbuz rayonu) — адміністративна одиниця у складі Нахічеванської Автономної Республіки Азербайджану. Адміністративний центр — місто Шагбуз.

## Розсташування

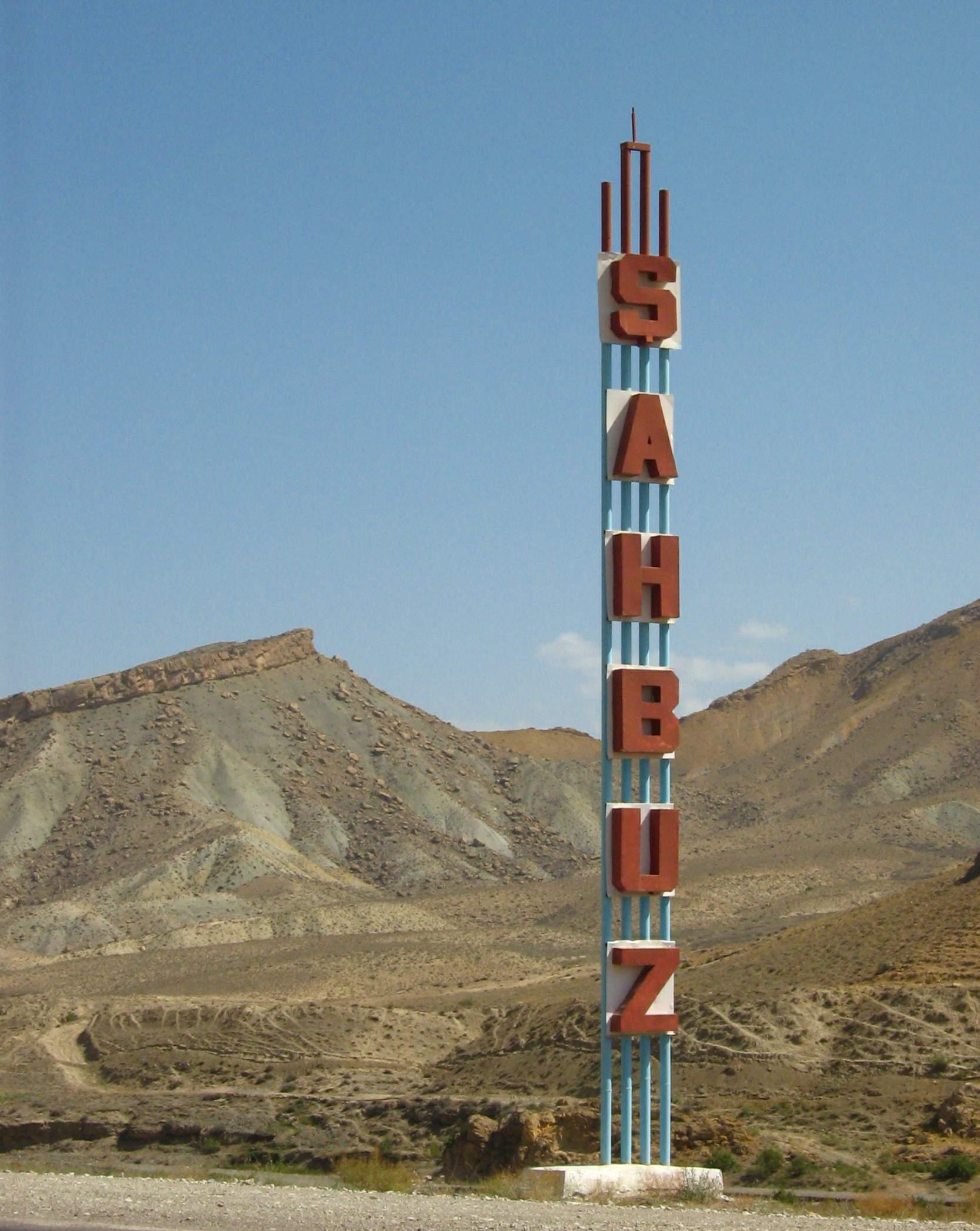
Дорожня стела на в'їзді в Шагбузький район

Шагбузький район межує:
- на південному сході — з Джульфинським районом;
- на південному заході — з Бабецьким районом;
- з півночі, на півночі заході і північному сході — з Вірменією (по гірських хребтах);

## Історія
Статус району було отримано 8 серпня 1930, а 4 січня 1963 був ліквідований і включений до складу Нахічеванського (нинішнього Бабецького) району. Статус району відновлений уже 6 січня 1965 року.
Через постійне військове напруження між Азербайджаном і Вірменією — на території району постійно перебувають військові частини Збройних сил Азербайджану.

## Географія
Шагбузький район лежить біля підніжжя гір Малого Кавказу, а саме: на схилах Зангезурського і Даралаязького гірських хребтів. Тому рельєф району — гірський.
З заходу і півночного заходу район підпирають гірськи хребт Даралаяз із вершинами: Алмалідаг (Almalidag) 2155 метри над рівнем моря, Кеджхалдаг (Kechaldag) 3118 метри над рівнем моря і Кюкі-Даг (Kyuki-Dag) 3120 метри над рівнем моря. А з півночі Агдабан Даги (Ağdaban Dağı) 3093 метрів, перевал Бічанекський (Bichanekskiy) 2346 метрів, Алмалідаг (Almalidag) 2155 метр. Зі сходу Салвард (Salvard Dağı) 3161 метрів, Шаапонк (Схаапонк) 3204 метрів, Араджик Даги (Aracıq Dağı) 2726 метрів..
Головна водойма району — річка Нахчиванчай, водами якої живляться більшість земель району. В районі протікає ще кілька її приток, малих річок: Кюкю, Шагбуз, Салварти, які підживлюються талими та дощовими водами струмків, що витікають із гір. В районі знаходиться водосховище Гейдара Алієва та озера Ганліголь і Батабат.
Клімат в Шагбузькому районі сухий, континентальний. Літо сухе й спекотне, а зима холодна й суха.
Район має багату флору і фауну. Рослинність, в основному, представлена гірськими видами. В Шагбузькому районі можна зустріти: гірського козла, муфлона, вовка, лисицю, зайця, кабана та численні види польових гризунів, а птахів — куріпки, фазан та інші перелітні птахи.

## Населення
Все населення району — азербайджанці. Після конфлікту вірменами, сюди переселилися біженці-азербайджанці з сусідньої країни. Значна частина мешканців району подалася (хто на постійно, а хто по-сезонно) на заробітки до Туреччини чи до Баку. Адміністративний центр району місто Шагбуз, в якому знаходяться всі адміністративні установи району.
Станом на 1 січня 2014 року в районі проживало 21 079 жителів.
За даними 2007 року в районі проживало 20 809 мешканців, в 26 населених пунктах:
| #  | Населені пункти              | Кількість жителів (2007) |
| -- | ---------------------------- | ------------------------ |
| 1  | Шагбуз (Şahbuz)              | 2629                     |
| 2  | Кечілі (Keçili)              | 1663                     |
| 3  | Колани (Kolanı)              | 1379                     |
| 4  | Кюкю (Kükü)                  | 1451                     |
| 5  | Шагбузкенд (Şahbuzkənd)      | 1187                     |
| 6  | Кюлюс (Külüs)                | 1169                     |
| 7  | Біченек (Biçənək)            | 1157                     |
| 8  | Бадамлі (Badamlı)            | 1078                     |
| 9  | Ашаги Кішлак (Aşağı Qışlaq)  | 904                      |
| 10 | Карабаба (Qarababa)          | 878                      |
| 11 | Нурсу (Nursu)                | 799                      |
| 12 | Махмудоба (Mahmudoba)        | 797                      |
| 13 | Кизил Кішлак (Qızıl Qışlaq)  | 692                      |
| 14 | Селесюз (Sələsüz)            | 588                      |
| 15 | Бадамли (Badamlı)            | 582                      |
| 16 | Гюней Кішлак (Güney Qışlaq)  | 545                      |
| 17 | Айриндж (Ayrınc)             | 544                      |
| 18 | Юхари Кішлак (Yuxarı Qışlaq) | 516                      |
| 19 | Гьомюр (Gömür)               | 474                      |
| 20 | Агбулак (Ağbulaq)            | 436                      |
| 21 | Тюркеш (Türkeş)              | 399                      |
| 22 | Дайлакли (Daylaqlı)          | 395                      |
| 23 | Мерелік (Mərəlik)            | 215                      |
| 24 | Кічікоба (Kiçikoba)          | 171                      |
| 25 | Шада (Şada)                  | 161                      |
| 26 | Разом                        | 20809                    |

## Економіка
Основу економіки району становить сільське господарство, а саме: скотарство, бджільництво.
В районі працює: 23 загальноосвітні школи, 6 позашкільних та 1 дошкільний виховний заклад, 29 бібліотек, 26 клубних закладів, 1 музей, Шагбузький державний природний заповідник, 2 дитячих музичних училища, кінотеатр «Араз», центральна лікарня, 2 дільничні лікарні, 10 лікарських амбулаторій, 11 фельдшерсько-акушерських пунктів, 1 фельдшерський пункт, гігієно-епідеміологічний центр та інші організації.
Через район проходить автомагістраль R-49 яка з'єднує Нахчевань з Азербайджаном (після війни — вона мало діюча і використовується лише для потреб автономії).